# Acetilornitin transaminaza
Acetilornitin transaminaza (EC 2.6.1.11, acetilornitinska delta-transaminaza, ACOAT, acetilornitinska 5-aminotransferaza, acetilornitinska aminotransferaza, -acetilornitinska aminotransferaza, -acetilornitin-delta-transaminaza, 2-acetilornitin 5-transaminaza, N2-acetil-L-ornitin:2-oksoglutarat aminotransferaza, sukcinilornitinska aminotransferaza, 2-N-acetil--ornitin:2-oksoglutarat 5-aminotransferaza) je enzim sa sistematskim imenom N2-acetil--ornitin:2-oksoglutarat 5-aminotransferaza. Ovaj enzim katalizuje sledeću hemijsku reakciju
2-acetil--ornitin + 2-oksoglutarat {\displaystyle \rightleftharpoons } N-acetil-L-glutamat 5-semialdehid + L-glutamat
Ovaj enzim je piridoksal-fosfatni protein. On takođe deluje na L-ornitin i N2-sukcinil-L-ornitin.

## Literatura
- Nicholas C. Price; Lewis Stevens (1999). Fundamentals of Enzymology: The Cell and Molecular Biology of Catalytic Proteins (Third изд.). USA: Oxford University Press. ISBN 019850229X.
- Eric J. Toone (2006). Advances in Enzymology and Related Areas of Molecular Biology, Protein Evolution (Volume 75 изд.). Wiley-Interscience. ISBN 0471205036.
- Branden C; Tooze J. Introduction to Protein Structure. New York, NY: Garland Publishing. ISBN 0-8153-2305-0.
- Irwin H. Segel. Enzyme Kinetics: Behavior and Analysis of Rapid Equilibrium and Steady-State Enzyme Systems (Book 44 изд.). Wiley Classics Library. ISBN 0471303097.
- William P. Jencks (1987). Catalysis in Chemistry and Enzymology. Dover Publications. ISBN 0486654605.

## Spoljašnje veze
- Acetylornithine+transaminase на 